# Referendum o obnovení monarchie v Řecku

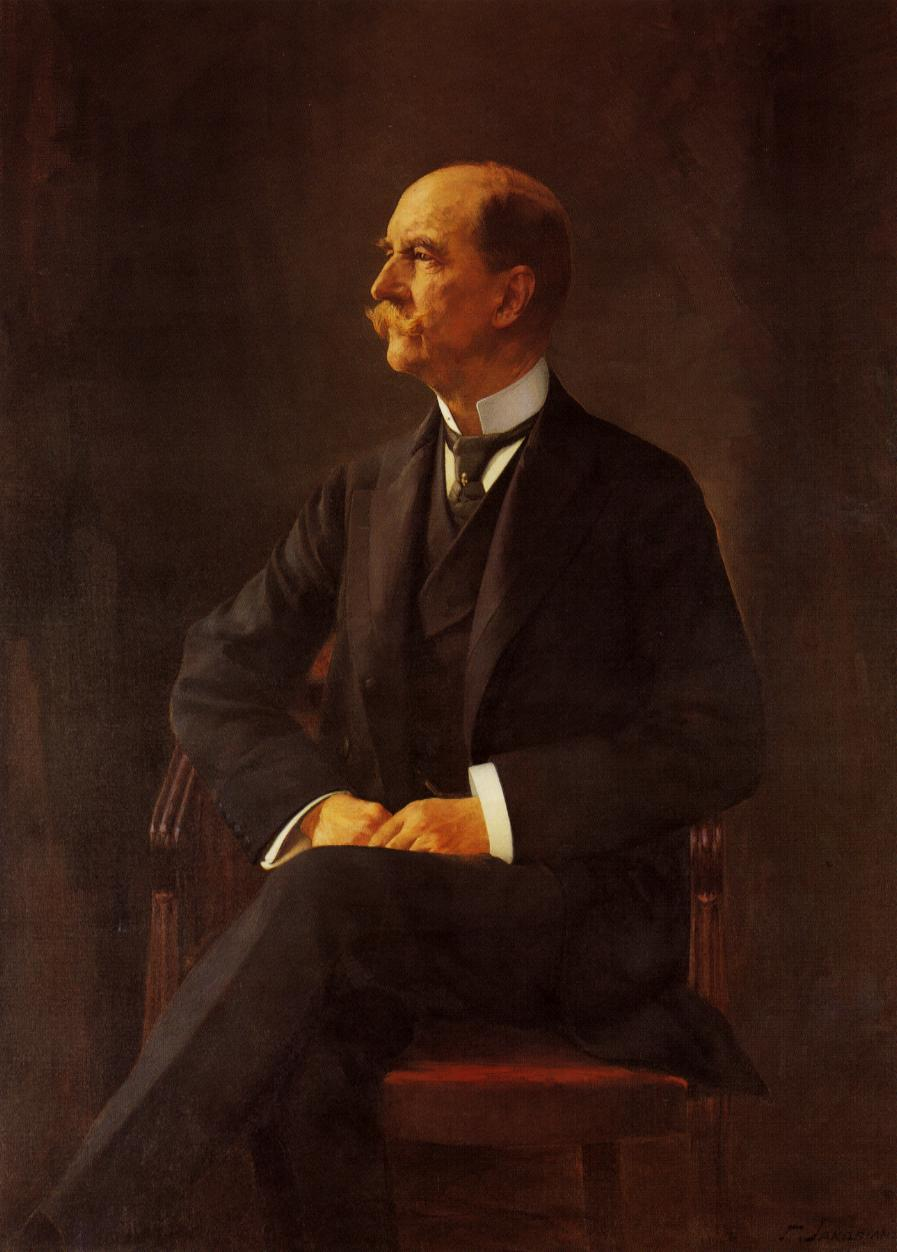
Král Jiří I.

Vlajka Řeckého království

Referendum o obnově monarchie v Řecku se konalo 3. listopadu 1935. Návrh podpořilo 97,9 % řeckého obyvatelstva. Král Jiří II. se vrátil z exilu a znovu usedl na trůn 30. listopadu 1935.

## Okolnosti
V roce 1935 se předseda vlády Georgios Kondylis, bývalý pro-Venizelovský armádní důstojník, stal nejmocnějším politikem v Řecku. Přiměl Panagise Tsaldarise k rezignaci na funkci ministerského předsedy, poté převzal vládu a okamžitě pozastavil řadu republikánských ústavních opatření. Kondylis, který se přidal na stranu konzervativců, uspořádal referendum o obnovení monarchie, a to i přesto, že byl předtím zastáncem anti-monarchistické části řecké politiky.

## Výsledky
| Volba                     | Hlasy     | %    |
| ------------------------- | --------- | ---- |
| Pro                       | 1 491 992 | 97,9 |
| Proti                     | 32 454    | 2,1  |
| Neplatné/nevyplněné hlasy | 3 268     | –    |
| Celkem                    | 1 527 714 | 100  |
| Zdroj: Nohlen & Stöver    |           |      |

## Důsledky
Dobové zprávy vyjádřily pochybnosti o legitimitě voleb. Kromě nepravděpodobně vysokého procenta kladných hlasů, se volby konaly za okolností, které měly daleko k tajné volbě. Voliči vhazovali modrý papír do hlasovací urny, chtěli-li podpořit návrat krále, nebo červený papír pro zachování republiky. Každý kdo vhazoval červený list, riskoval, že bude zbit. Za těchto okolností, jen velmi stateční Řekové volili "ne." Jiná anomálie byla, že zatímco přibližně 1 a 1,3 milionu voličů se zúčastnilo legislativních voleb roku 1935 respektive 1936, uváděný počet účastníků referenda z roku 1935 byl oficiálně přes 1,5 milionu.
Výsledkem plebiscitu bylo také odstoupení Kondylise, jenž ztratil téměř veškerý dosavadní politický vliv a byl nucen opustit vládu, neboť Jiří II. pověřil jiné politiky vedením země.